# 수리노을
수리노을은 대한민국의 CJ ENM DIA TV 소속에서 활동하는 인터넷 방송 채널이자 컨텐츠 크리에이터이다. 한 가족이 5마리 고양이를 기르는 일상을 소재로 한다. 수리노을 유튜브 채널에 최초로 영상이 올라온 것은 2012년이며, 2019년 5월 1일 기준으로 127만명의 구독자를 보유하며 한국 유튜브 채널 중 143위에 올라있다.
고양이들의 분양자에게 근황을 알려주기 위해 영상을 짧게 편집하여 올렸던 것이 채널의 시작이라고 한다. 초기부터 "탐묘생활"이라는 제목의, 사람들의 출연은 최소화시키고 오직 다섯 고양이들의 생활 모습이나 특정 상황의 리액션을 위주로 촬영한 영상들을 많이 업로드하였다. 가족들과 함께하는 자연스러운 일상 속 고양이들의 모습을 확인할 수 있다는 것이 특징이다.
매주 월요일, 화요일, 목요일마다 유튜브에 영상이 업로드되며, 일요일에는 고양이들의 실시간 모습을 보여주는 유튜브 실시간 스트리밍도 진행한다. 2017년 5월 28일부터 트위치에서도 방송을 시작했고 6월 25일부터 카카오TV에서도 방송을 시작했다.

## 역사
2012년, 노을과 수리를 분양해준 사람이 소식을 알고 싶어하여 남자 주인이 유튜브에 영상을 업로드한 것이 이 채널의 시초이다. 이후 영상의 조회수와 구독자가 올라가기 시작하며 채널을 지속적으로 운영하게 된다.
2015년 3월 29일에 수리가 고양이들을 낳은 이후 고양이들이 점점 성장하는 과정을 보여주는 영상이 수리노을 유튜브, 페이스북의 컨텐츠에서 가장 많은 비중을 차지한다.
2015년 10월 4일, 아기가 태어난다는 주인의 공지 이후 영상에 아기가 등장하기 시작하였다. 아기가 태어나기 전까지는 여자 주인이 고양이들을 돌봐줬으나 아기가 태어난 이후 더 이상 고양이를 돌봐줄 수 있는 사람이 없어져 남자 주인이 회사를 그만두고 유튜브 활동에 전념하게 되었다. 동시에 마당이 있는 집에서 아파트로 이사를 했고, 유튜브 라이브 스트리밍 생방송도 이 시기부터 시작되었다.

## 구성원

### 사람
- 남자 주인

고양이들의 남자 주인으로, 본명은 박정우, 생년월일은 1979년 8월 18일이다. 영상에서 가장 비중이 높은 사람이다.
수리노을 유튜브 채널에 올라오는 영상들은 모두 남자 주인이 편집하여 올리는 영상이다. 그는 유튜버로 전향하기 전, 디스트릭트(d'strict)사에서 영상감독으로 일했으며, 그 전에는 Mnet에서 FD로 일했다고 한다. 그가 유튜버를 전업으로 바꾸게 된 이유는 아기가 태어나며 부인 혼자 고양이 다섯 마리와 아기를 감당하기 힘들 것이라는 판단 때문이었다고 한다.
- 여자 주인

남자 주인의 부인으로 1982년 10월 13일 생이며 영상에는 보통 완전히 전체 모습은 등장하지 않고, 잠깐 등장하더라도 모자이크 처리된다.
수리노을 두 번째 굿즈인 달력과 다이어리를 디자인한 장본인이며 달력에 삽입된 고양이들의 일러스트도 직접 제작했다.
- 아기

남자 주인과 여자 주인의 첫째 아들이며 생년월일은 2015년 10월 4일이며. 남자 주인과 여자 주인의 둘째 아들이며 생년월일은 2019년 6월 18일이다.

### 고양이

#### 노을
| 이름     | 노을 (Noel)    |
| 성별     | 수컷           |
| 생일     | 2012년 7월 7일 |
| 품종     | 스코티쉬 폴드  |
| 가족관계 | 아빠           |
| -------- | -------------- |

2012년 7월 7일 생의 스코티쉬 폴드. 부모는 스코티쉬 폴드와 아메리칸 숏헤어이다. 털의 색깔이 노을빛과 유사하여 노을이로 이름이 지어졌다. 수컷이며 이즈, 라온, 소울의 아빠이다. 하지만 중성화수술을 일찍 한 탓에 실제 생물학적 아빠는 아니다. 

본디 다른 집에 입양되었다가 파양된 후에 현재의 주인을 만났다.

#### 수리
| 이름     | 수리 (Suri)         |
| 성별     | 암컷                |
| 생일     | 2012년 9월 22일     |
| 품종     | 스코티쉬 스트레이트 |
| 가족관계 | 엄마                |
| -------- | ------------------- |

2012년 9월 22일 생의 스코티쉬 스트레이트. 부모가 스코티쉬 스트레이트와 아메리칸 숏헤어라고 한다. 암컷이며 이즈, 라온, 소울의 엄마이다. 수리부엉이를 닮은 털 배열 때문에 수리로 이름이 지어졌다.

#### 라온
| 이름     | 라온 (Raon)     |
| 성별     | 암컷            |
| 생일     | 2015년 3월 29일 |
| 품종     | 스코티쉬 폴드   |
| 가족관계 | 첫째            |
| -------- | --------------- |

2015년 3월 29일생의 스코티쉬 폴드. 암컷이며 수리와 노을의 세 새끼고양이 중 첫째이다.

#### 이즈
| 이름     | 이즈 (Iz)       |
| 성별     | 수컷            |
| 생일     | 2015년 3월 29일 |
| 품종     | 스코티쉬 폴드   |
| 가족관계 | 둘째            |
| -------- | --------------- |

2015년 3월 29일생의 스코티쉬 폴드. 수컷이며 수리와 노을의 세 새끼고양이 중 둘째이다. 라온이와 비교했을 때 털 색깔이 좀 더 진하고 무늬가 흐리다.

#### 소울
| 이름     | 소울 (Soul)         |
| 성별     | 수컷                |
| 생일     | 2015년 3월 29일     |
| 품종     | 스코티쉬 스트레이트 |
| 가족관계 | 셋째                |
| -------- | ------------------- |

2015년 3월 29일생의 스코티쉬 스트레이트. 수컷이며 수리와 노을의 세 새끼고양이 중 셋째이다. 스코티쉬 스트레이트지만 스코티쉬 종보다는 외형적으로 아메리칸 숏헤어의 특징이 더 나타난다.

## 논란
노을, 라온, 이즈의 종인 스코티쉬 폴드의 접힌 귀는 유전적으로 연골 발달의 이상이 생겨 귀를 지지하지 못해 생기는 현상이며, 특유의 유전병인 골연골 이형성증 발생 가능성이 높다. 귀 연골 발달에 영향을 주는 유전자가 다른 부위에도 영향을 주어 다리나 발목 등의 연골 형성에도 영향을 주어 기형이 되거나 고통을 동반하는 관절염을 일으키는 것이다. 수리노을의 고양이들 역시 스코티쉬 폴드인데다가 라온이는 유전병이 이미 발현하였고, 따라서 왜 폴드를 교배시켰냐는 논란이 일었다.
이에 주인은 노을이를 데리고 올 당시에는 폴드가 요즘처럼 대중적인 종이 아니어서 유전병에 대해 잘 알지 못했으며, 수리를 교배시킬 때도 유전병에 대해 정확히 알지 못했고 당시 유전병에 대한 글들을 극소수로만 접할 수 있었다고 말하며 폴드-폴드(동향접합)에 대한 교배는 위험하다고 알고 있었지만 폴드와 다른 종의 고양이를 교배하는 것은 유전병발병 확률이 낮다고 알고 있었다고 해명하였다. 동시에 본인의 경각심이 부족했다고 사과하였다. 지금은 고양이들 모두에게 관절영양제를 먹이며 주기적으로 병원에 데려가 검사를 하는 등 잘 돌보고 있다고 한다. 이후 영상에 "스코티시 폴드는 심각한 유전병이 발병될 수 있습니다. 입양과 교배를 다시 한번 생각해주세요."라는 메시지가 삽입하여 고양이 유전병에 대해 알리고 있다.